# Aeroporto Internazionale di Ottawa-Macdonald-Cartier
L'Aeroporto Internazionale di Ottawa Macdonald-Cartier è un aeroporto civile, situato vicino a Ottawa, in Canada.
È intitolato a John A. Macdonald e George-Étienne Cartier, considerati i padri fondatori del Canada.

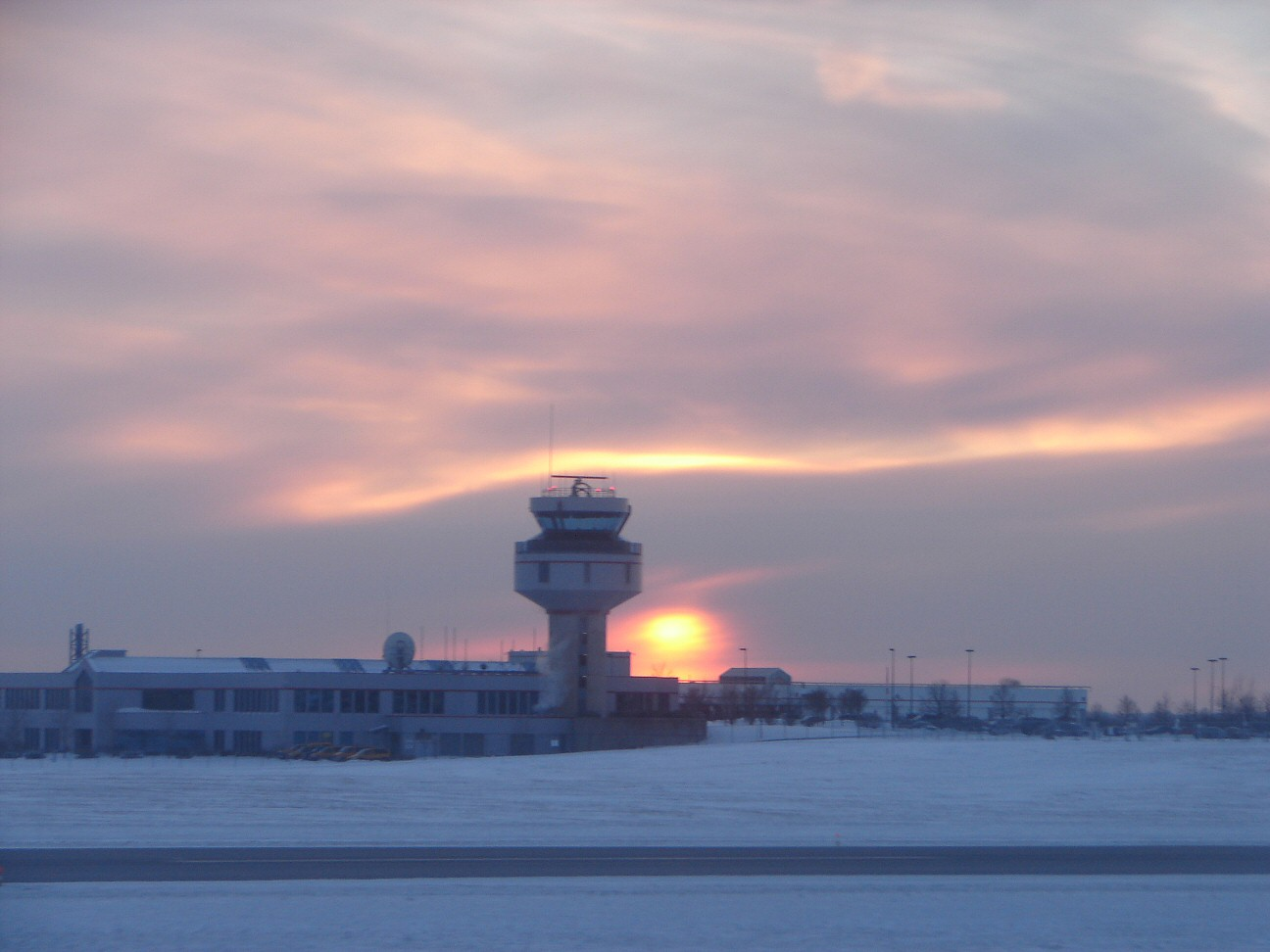
Torre di controllo dell'aeroporto